# Буренин, Иван Николаевич
Ива́н Никола́евич Буре́нин (6 августа 1896 года, Санкт-Петербург — 21 июня 1986 года, Москва) — советский военный деятель, генерал-майор (25 сентября 1943 года).

## Начальная биография
Иван Николаевич Буренин родился 6 августа 1896 года в Санкт-Петербурге. 10 августа того же года был отдан в Санкт-Петербургский воспитательный дом, откуда был взят на воспитание в крестьянскую семью, проживавшую в деревне Егорьевщина Остенской волости Псковского уезда.
В 1911 году поступил в Мариинскую учительскую семинарию в Павловске, которую окончил в 1915 году.

## Военная служба

### Первая мировая и гражданская войны
8 августа 1915 года призван в ряды Русской императорской армии и направлен в дислоцированный в Петрограде запасной батальон Измайловского лейб-гвардии полка, откуда в январе 1916 года переведён на учёбу во Владимирское военное училище, которое окончил 1 мая того же года с произведением в чин прапорщика, после чего назначен младшим офицером в составе 185-го пехотного запасного полка, дислоцированного в Нижнем Новгороде.
В августе 1916 года направлен в 290-й Валуйский пехотный полк (73-я пехотная дивизия), в составе которого младшим офицеорм и командиром роты принимал участие в боевых действиях в районе рек Стоход и Березина на Западном фронте. В конце января 1918 года 290-й Валуйский пехотный полк был расформирован, а подпоручик И. Н. Буренин направлен в распоряжение Псковского воинского начальника, где был демобилизован.
1 июня 1918 года призван в ряды РККА и назначен на должность военрука военкомата Остенской волости Псковского уезда и в ноябре—декабре того же года, командуя добровольческим отрядом, принимал участие в боевых действиях против войск под командованием Н. Н. Юденича в районе Петрограда.
В июне 1919 года назначен на должность командира роты в составе 5-го Латышского стрелкового полка, после чего принимал участие в боевых действиях против войск под командованием Н. Н. Юденича на псковском направлении и войск под командованием А. И. Деникина в районе Орла, Курска и Харькова. 22 октября того же года И. Н. Буренин в районе деревни Ананьевка (Орловская губерния) был ранен, после чего лечился в эвакогоспитале, затем перенёс сыпной и возвратный тиф.

### Межвоенное время
После излечения в апреле 1920 года назначен на должность помощника командира батальона Псковского территориального полка, в июне 1921 года — на должность помощника начальника штаба ЧОН Псковской губернии, в сентябре 1924 года — на должность помощника начальника оперативной части штаба 16-й стрелковой дивизии (Ленинградский военный округ), дислоцированной в Новгороде, а в октябре 1926 года — на ту же должность в 43-й стрелковой дивизии, дислоцированной в Великих Луках.
В мае 1927 года направлен на учёбу в Военную академию имени М. В. Фрунзе, после окончания которой в ноябре 1930 года назначен начальником 12-й части штаба 27-й стрелковой дивизии (Белорусский военный округ), а в ноябре 1931 года — на должность помощника начальника 1-го сектора 1-го отдела штаба Белорусского военного округа.
В августе 1936 года вернулся в 27-ю стрелковую дивизию, где назначен на должность начальника штаба, в июле 1937 года переведён на должность начальника штаба 4-го стрелкового корпуса, а в августе того же года — на должность заместителя начальника штаба Белорусского военного округа.
Комбриг И. Н. Буренин в августе 1940 года направлен на преподавательскую работы и назначен на должность старшего преподавателя кафедры администрации и мобилизации Военной академии имени М. В. Фрунзе, а в январе 1941 года — на должность старшего преподавателя кафедры оперативного-тактической подготовки Высшей специальной школы Генштаба Красной Армии.

### Великая Отечественная война
10 июля 1941 года назначен на должность командира 271-й стрелковой дивизии, формировавшейся в Орловском военном округе и в августе передислоцированной в район Симферополя с целью предотвращения высадки десанта войск противника.
В сентябре освобождён от занимаемой должности и назначен начальником ПВО 51-й армии, фактически исполняя должность начальника штаба оперативной группы войск этой же армии. Вскоре находился в распоряжении Военного совета 51-й армии и Главного управления кадров НКО.
24 декабря 1941 года назначен на должность заместителя начальника оперативного отдела штаба Волховского фронта, в марте 1942 года — на должность заместителя начальника штаба — начальника оперативного отдела штаба 2-й ударной армии, а в июне того же года — на должность старшего преподавателя кафедры общей тактики Военной академии имени М. В. Фрунзе.
В апреле 1943 года полковник И. Н. Буренин направлен в распоряжение Военного совета Юго-Западного фронта, где 3 мая того же года назначен на должность заместителя начальника оперативного отдела, а 16 мая — на должность заместителя начальника штаба — начальника оперативного отдела штаба фронта.
В июле 1944 года переведён на должность заместителя начальника штаба по организационным вопросам 2-го Украинского фронта, в августе — на должность коменданта Бухареста, а в декабре — на должность начальника штаба 27-го гвардейского стрелкового корпуса, который вскоре принимал участие в боевых действиях в ходе Будапештской, Братиславско-Брновской и Пражской наступательных операций.

### Послевоенная карьера

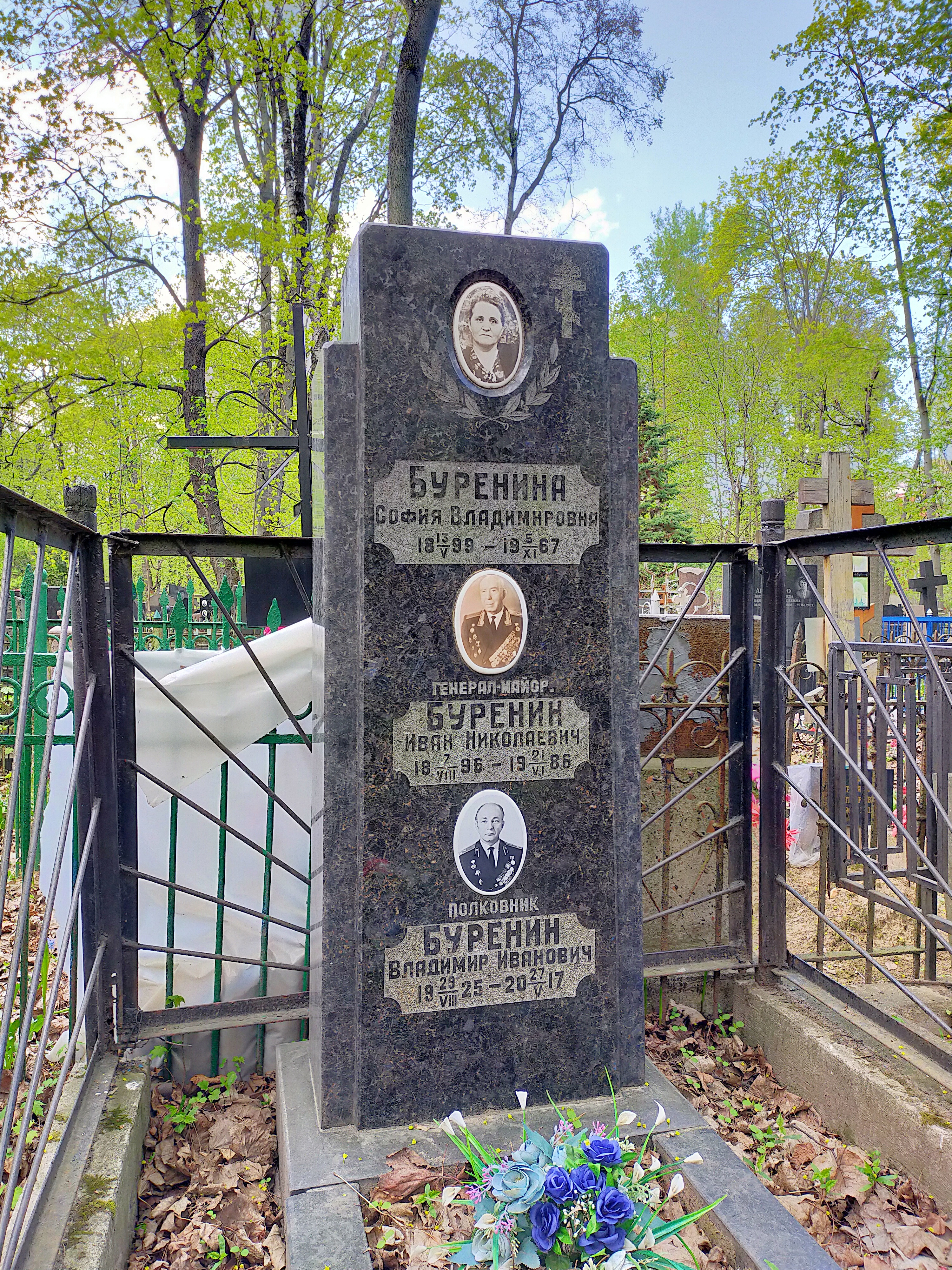
Могила И. Н. Буренина на Введенском кладбище

С июня 1945 года генерал-майор И. Н. Буренин состоял в резерве 7-й гвардейской армии и в сентябре направлен в Военную академию имени М. В. Фрунзе, где в ноябре того же года назначен на должность старшего преподавателя кафедры оперативного искусства, в мае 1947 года — на должность старшего преподавателя по оперативно-тактической подготовке и тактического руководителя учебной группы основного факультета, а в октябре 1949 года — на должность заместителя по учебной работе начальника курсов усовершенствования командиров стрелковых дивизий.
Генерал-майор Иван Николаевич Буренин с февраля 1951 года находился в распоряжении 10-го отдела 2-го Главного управления Генштаба Советской армии и 29 апреля 1954 года вышел в запас. Умер 21 июня 1986 года в Москве и похоронен на Введенском кладбище.

## Награды
- Два ордена Ленина (22.12.1942, 21.02.1945);
- Три ордена Красного Знамени (26.10.1943, 03.11.1944, 20.06.1949);
- Орден Суворова 2 степени (19.03.1944);
- Два ордена Отечественной войны 1 степени (03.09.1944, 06.04.1985);
- Медали.